# Bochica

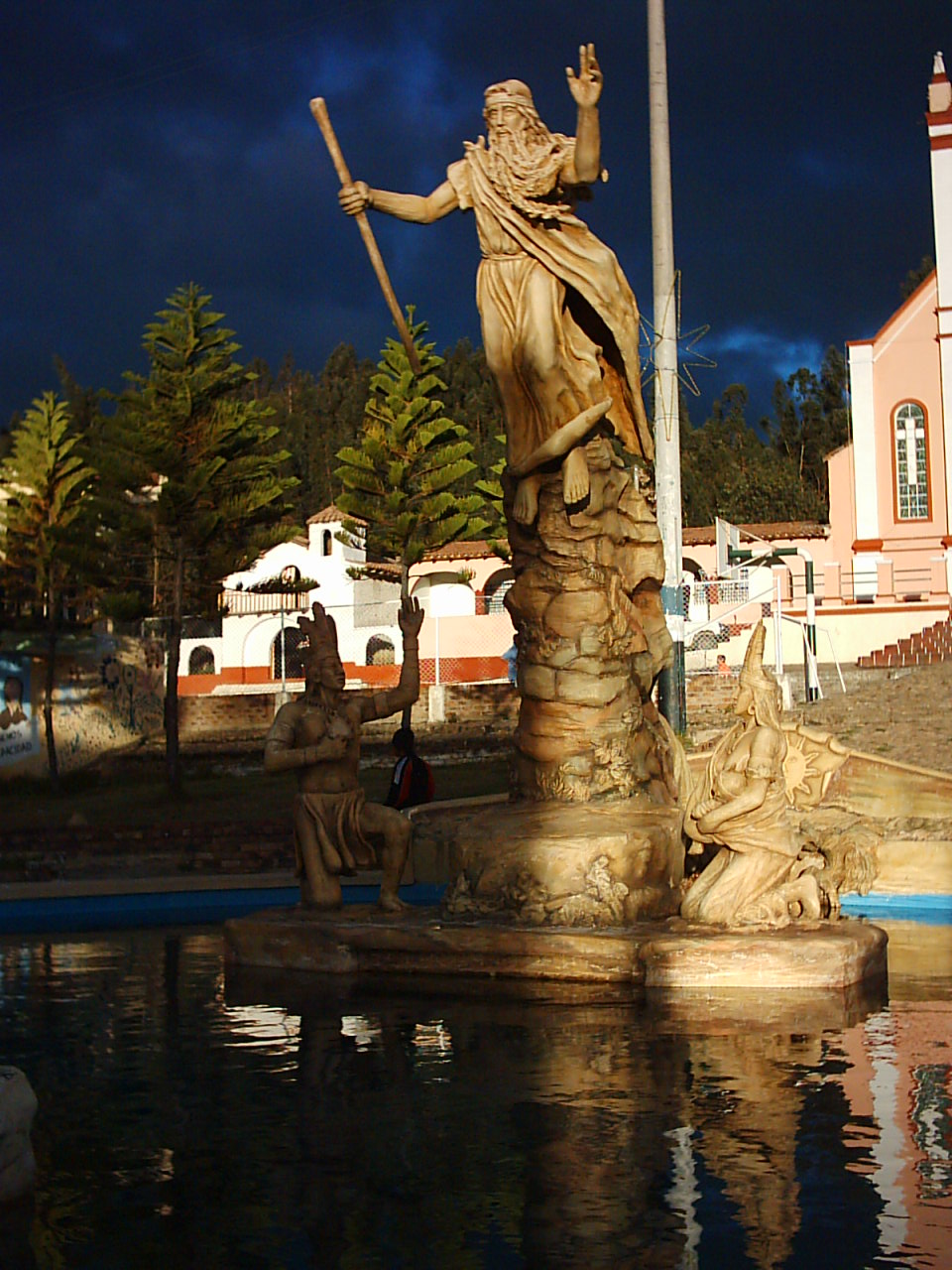
Staty av Bochica i Cuitiva (Boyacá).

Bochica var en viktig gudom hos Colombiaindianerna med anknytning till solen.
Bochica var i det förflutna en människa på jorden (av okänd stam) men drog sig senare tillbaka till himlen. Bochica utkämpar en ständig strid med Chibchacum och frälste en gång mänskligheten från dennes stormflod.